# Triaenogenius
Triaenogenius is een geslacht van kevers uit de familie van de loopkevers (Carabidae). De wetenschappelijke naam van het geslacht is voor het eerst geldig gepubliceerd in 1877 door Chaudoir.

## Soorten
Het geslacht Triaenogenius omvat de volgende soorten:
- Triaenogenius arabicus Gestro, 1889
- Triaenogenius carinulatus (Fairmaire, 1887)
- Triaenogenius congoensis Basilewsky, 1959
- Triaenogenius corpulentus Chaudoir, 1877
- Triaenogenius denticulatus Basilewsky, 1959
- Triaenogenius ferox (Erichson, 1843)
- Triaenogenius gerstaeckeri (Chaudoir, 1877)
- Triaenogenius kochi Basilewsky, 1964
- Triaenogenius lugubrinus (Boheman, 1860)
- Triaenogenius lugubris (Schaum, 1863)
- Triaenogenius sculpturatus (Gerstaecker, 1867)